# Organizacija združenih narodov
Organizacija združenih narodov, krajše Združeni narodi (angleško United Nations, UN), s kratico OZN ali ZN, je univerzalna mednarodna organizacija, ustanovljena s podpisom Ustanovne listine Organizacije združenih narodov 26. junija 1945 v San Franciscu (ZDA). Med ustanovnimi članicami OZN je bila Demokratična federativna Jugoslavija.
Cilji OZN so ohranjanje mednarodnega miru in varnosti, razvijanje prijateljskih odnosov med državami, zagotavljati mednarodno sodelovanje in spodbujati ter zavzemati se za spoštovanje človekovih pravic in temeljnih svoboščin. 
Sedež OZN je v New York City-ju (ZDA), nekatere organizacije v sistemu ZN pa imajo sedeže tudi na Dunaju (Avstrija), Ženevi (Švica), Nairobiju (Kenija) in Haagu (Nizozemska).
Sistem Združenih narodov sestavlja 5 (v preteklosti 6) glavnih organov OZN ter specializirane in povezane agencije. 
OZN ima trenutno 193 držav članic in 2 državi opazovalki. Slovenija je postala članica OZN 22. maja 1992.
Predhodna organizacija OZN je bilo Društvo narodov (tudi Liga narodov).

## Struktura Združenih narodov
OZN je del širšega Sistema Združenih narodov (Sistem ZN), ki ga sestavljajo številne organizacije in telesa. V središču Sistema ZN je OZN s svojimi 5 glavnimi organi. 
OZN imajo 6 uradnih jezikov, v katerih delujejo vsi njeni organi: angleščina, arabščina, francoščina, kitajščina, ruščina in španščina.
OZN, organizacije in telesa v Sistemu ZN ter njihovi uslužbenci imajo v skladu s Konvencijo o privilegijih in imunitetah Združenih narodov imuniteto pred pravom držav, v katerih imajo sedež ali v katerih delujejo. 

### Glavni organi OZN
Ustanovna listina OZN kot t. i. glavne organe OZN določa:
- Generalno skupščino,
- Varnostni svet,
- Ekonomski in socialni svet,
- Meddržavno sodišče in
- Sekretariat.

V preteklosti je bil glavni organ OZN tudi Skrbniški svet, ki pa je prenehal z delovanjem leta 1994, ko je samostojnost pridobil Palav, zadnje ozemlje pod skrbništvom OZN.
Vsi glavni organi imajo sedež v New York City-ju, z izjemo Meddržavnega sodišča, ki ima sedež v Haagu. 

### Organizacije Generalne skupščine

#### Programi in skladi
- UNCTAD - Konferenca Združenih narodov za trgovino in razvoj
  - ITC - Mednarodni trgovinski center (UNCTAD/WTO)
- UNDCP - Program Združenih narodov za nadzor nad mamili
- UNDP - Program Združenih narodov za razvoj
  - UNV - Prostovoljci Združenih narodov
- UNEP - Program Združenih narodov za okolje
- UNFPA - Sklad Združenih narodov za dejavnosti o prebivalstvu
- UNHCR - Visoki komisariat Združenih narodov za begunce
- UN-HABITAT - Program Združenih narodov za naselja
- UNICEF - Sklad Združenih narodov za otroke
- WFP - Svetovni program za prehrano
- UNRWA - Agencija Združenih narodov za pomoč in zaposlovanje palestinskih beguncev na Bližnjem vzhodu

#### Raziskovalni in izobraževalni inštituti
- INSTRAW - Mednarodni raziskovalni in izobraževalni inštitut Združenih narodov za napredek žensk
- UNICRI - Medregijski raziskovalni inštitut Združenih narodov za kriminal in pravico
- UNITAR - Inštitut Združenih narodov za izobraževanje in raziskovanje
- UNRISD - Raziskovalni inštitut Združenih narodov za socialni razvoj
- UNIDIR - Inštitut Združenih narodov za preučevanje razorožitve

#### Ostale organizacije
- COPUOS - Komite Združenih narodov za mirno uporabo vesolja
- IAEA - Mednarodna agencija za jedrsko energijo
- OHCHR - Urad visokega komisarja Združenih narodov za človekove pravice
- UNOPS - Urad Združenih narodov za projektne storitve
- UNU - Univerza Združenih narodov
- UNOOSA - Urad Združenih narodov za vesoljske zadeve
- UNSSC - Šola Združenih narodov za sistemsko osebje
- UNAIDS - Agencija Združenih narodov za boj proti aidsu
- UNRRA - Uprava združenih narodov za pomoč in obnovo (prenehala z delovanjem 1949)
- UPEACE - Šola Združenih narodov za mir

### Organizacije Varnostnega sveta
- Svet Združenih narodov za človekove pravice (Human Rights Council)
- Military Staff Committee
- Delujoči komiteji in namensko ustanovljeni organi
- Mednarodno kazensko sodišče za nekdanjo Jugoslavijo
- Mednarodno kazensko sodišče za Ruando
- Operacije in misije za ohranjanje miru
  - MONUC - Misija Združenih narodov v DR Kongu
  - UNAVEM III - United Nations Angola Verification Mission III
  - UNDOF - United Nations Disengagement Observer Force
  - UNFICYP - Mirovna misija Združenih narodov na Cipru
  - UNIFIL - Začasne sile Združenih narodov v Libanonu
  - UNMEE - Mirovna misija Združenih narodov v Etiopiji in Eritreji
  - UNMIK - Misija Združenih narodov na Kosovu
  - UNMIL - Mirovna misija Združenih narodov v Liberiji
  - UNMIS - Mirovna misija Združenih narodov v Sudanu
  - UNMOGIP - Opazovalna misija Združenih narodov v Indiji in Pakistanu
  - UNMOVIC - Komisija Združenih narodov za nadzor, preverjanje in pregled
  - UNOMIG - Opazovalna misija Združenih narodov v Gruziji
  - UNOMSIL - Opazovalna misija Združenih narodov v Sierra Leone
  - UNSMIH - United Nations Support Mission na Haitiju
  - UNTSO - Organizacija Zruženih narodov za nadzor premirja
- Nekdanje operacije in misije za ohranjanje miru
  - ONUMOZ - Mirovna misija Združenih narodov v Mozambiku
  - UNAMIR - Misija Združenih narodov za pomoč Ruandi
  - UNAMSIL - Mirovna misija Združenih narodov v Sierra Leone
  - UNCRO - United Nations Confidence Restoration Operation na Hrvaškem
  - UNIKOM - Opazovalna misija Združenih narodov v Iraku-Kuvajt
  - UNMIBH - Mirovna misija Združenih narodov v Bosni in Hercegovini
  - UNMOP - Opazovalna misija Združenih narodov v Prevlaki
  - UNMOT - Opazovalna misija Združenih narodov v Tadžikistanu
  - UNTAET - Tranzicijska uprava Združenih narodov v Vzhodnem Timorju

### Organizacije Ekonomskega in socialnega sveta OZN

#### Funkcionalne komisije
- Komisija za socialni razvoj
- Komisija za narkotike  Arhivirano 2007-11-12 na Wayback Machine.
- Komisije za boj proti kriminalu in kazensko pravo  Arhivirano 2007-07-02 na Wayback Machine.
- Commission on Science and Technology for Development
- Komisija za trajnostni razvoj
- Komisija o položaju žensk
- Komisija za prebivalstvo in razvoj
- Statistična komisija  Arhivirano 2015-08-15 na Wayback Machine.
- Forum Združenih narodov za gozdove

#### Regionalne komisije
- ECE - Ekonomska komisija Združenih narodov za Evropo
- ECA - Ekonomska komisija Združenih narodov za Afriko
- ECLAC - Ekonomska komisija Združenih narodov za Latinsko Ameriko in Karibe
- ESCAP - Ekonomska in socialna komisija Združenih narodov za Azijo in Pacifik
- ESCWA - Ekonomska in socialna komisija Združenih narodov za zahodno Azijo

#### Specializirane agencije
Specializirane agencije so neodvisne organizacije, ki sodelujejo z Združenimi narodi in med seboj. Njihovo delovanje koordinira  Ekonomski in socialni svet.
- ILO - Mednarodna organizacija dela
- FAO - Organizacija Združenih narodov za prehrano in kmetijstvo
- UNESCO - Organizacija Združenih narodov za izobraževanje, znanost in kulturo
- WHO - Svetovna zdravstvena organizacija
- Svetovna banka
  - IBRD - Mednarodna banka za obnovo in razvoj
  - IDA - Mednarodna zveza za razvoj
  - IFC - Mednarodna finančna korporacija
  - MIGA - Mednarodna agencija za zavarovanje investicij
  - ICSID - Mednarodni center za reševanje investicijskih sporov
- IMF - Mednarodni denarni sklad
- ICAO - Mednarodna organizacija za civilno letalstvo
- IMO - Mednarodna pomorska organizacija
- ITU - Mednarodna telekomunikacijska zveza
- UPU - Svetovna poštna zveza
- WMO - Svetovna meteorološka organizacija
- WIPO - Svetovna organizacija za intelektualno lastnino
- IFAD - Mednarodni sklad za razvoj kmetijstva
- UNIDO - Organizacija Združenih narodov za industrijski razvoj
- IRO - Mednarodna begunska organizacija (prenehal z delovanjem 1952)
- INCB - Mednarodni nadzorni svet za droge
- UNWTO - Svetovna turistična organizacija

#### Ostale organizacije
- Permanent Forum on Indigenous Issues (PFII)
- Sessional and Standing Committees Expert, ad hoc and related bodies

### Organizacije Sekretariata OZN
- OSG - Office of the Secretary-General
- OIOS - Urad za notranji nadzor
- OLA - Urad za pravne zadeve
- DPA - Oddelek za politične zadeve
- DDA - Oddelek za razorožitev
- DPKO - Oddelek za operacije za ohranjanje miru
- OCHA - Urad Združenih narodov za koordinacijo humanitarnih zadev
- DESA - Oddelek za ekonomsko-socialne zadeve
- DGACM - Oddelek za zadeve Generalne skupščine in konferenčne storitve
- DPI - Oddelek javnih informacij
- DM - Oddelek za upravljanje
- OIP - Office of the Iraq Programme
- UNSECOORD - Office of the United Nations Security Coordinator
- OHRLLS - Office of the High Representative for the Least Developed Countries, Landlocked Developing Countries and Small Island Developing States
- ODC - Office on Drugs and Crime
- UNOG - Urad Združenih narodov v Ženevi
- UNOV - Urad Združenih narodov na Dunaju
- UNON - Urad Združenih narodov v Nairobiju

## Razvojni cilji novega tisočletja
Na Zboru tisočletja leta 2000 so Združeni narodi sprejeli Cilje razvoja v novem tisočletju (Millennium Development Goals) in Deklaracijo novega tisočletja (Millennium Declaration), s katerima nameravajo rešiti bistvene probleme človeštva. Razvoj sveta se ocenjuje glede na 48 pokazateljev, katerih vrednosti so letno zbrane na millenniumindicators.un.org. Seznam ciljev, njih namenov, in indikatorjev je v članku Razvojni cilji novega tisočletja.